# Ses créatures
Ses créatures (titre original : Created He Them) est une nouvelle de Jack London publiée aux États-Unis en 1907.

## Historique
La nouvelle est publiée initialement dans le magazine The Pacific Monthly en avril 1907, avant d'être reprise dans le recueil When God Laughs and Other Stories en janvier 1911.

## Éditions

### Éditions en anglais
- Created He Them, dans le magazine The Pacific Monthly, mensuel, avril 1907.
- Created He Them, dans le recueil When God Laughs and Other Stories, un volume chez  The Macmillan Co, New York, janvier 1911.

### Traductions en français
- Ses créatures, traduit par Louis Postif, in Ric et Rac, hebdomadaire, 24 janvier 1931.
- Ainsi Dieu les a-t-il faits, traduction de Louis Postif, in Les Condamnés à vivre, recueil, 10/18, 1974.
- Ainsi Dieu les a-t-il faits, traduction de Louis Postif, in Mille fois mort, recueil, 10/18, 1981.
- Tels il les créa, traduction de Louis Postif, revue et complétée par Frédéric Klein, in Quand Dieu ricane, recueil, Phébus, 2005.

## Sources
- (en) Jack London's Works by Date of Composition
- http://www.jack-london.fr/bibliographie